# Hedvábník
Hedvábník je detektivní román autorky J. K. Rowlingové z roku 2014, který vydala pod pseudonymem Robert Galbraith. Je druhou knihou ze série detektivních příběhů o Cormoranu Strikovi a navazují na ni další díly: Ve službách zla (anglicky v roce 2015), Smrtící bílá (anglicky v roce 2018), Neklidná krev (anglicky v roce 2020) a Černočerné srdce (anglicky v roce 2022).

## Děj
Několik měsíců po vyřešení případu Luly Landryové si Leonora Quinová najímá detektiva Cormorana Strika, aby našel jejího muže, spisovatele Owena. Owen je kontroverzním člověkem, jehož pokusy obnovit úspěch svého prvního románu selhaly. Owen zmizí přibližně ve stejnou dobu, kdy se na veřejnost dostávají podrobnosti o jeho nejnovější knize Bombyx Mori. Kniha byla považována za nepublikovatelnou, jelikož je plná sexuálního násilí, mučení a kanibalismu a také pomlouvačných popisů lidí z Owenova okolí. Strike se pouští do výslechů těch, kteří jsou v rukopise vylíčeni: Owenovy milenky Kathryn Kentové a jejího svěřence Phillipa "Pippy" Midgleyho, kteří se snaží prorazit jako spisovatelé, Quinovy agentky Elizabeth Tasselové, editora Jerryho Waldegravea, vydavatele Daniela Charda a Quinova bývalého přítele Michaela Fancourta. Podezřelí se však brzy začnou navzájem obviňovat ze zabití Owena a skutečného autorství rukopisu Bombyx Mori.

## Literární kritika
Stejně jako Volání kukačky i Hedvábník se setkal s ohlasem u kritiků a v prvních týdnech se prodalo více kopií, než tomu bylo u prvního dílu. Val McDermid z The Guardian dal románu kladnou recenzi, ale kritizoval popisy různých londýnských prostředí, které považoval za nadbytečné. Ohlasy v českém prostředí se pozastavují nad délkou románu a podtrhují jeho rozvleklost. „To, co třeba Agatha Christie vměstnala do dvou set stran, totiž Rowlingová, se svou touhou ukázat všechnu špatnost světa a řádně si nad ní zahřímat, roztáhne na pět set.“  Naopak kladně se hodnotí charakterizace postav a jejich vzájemné vztahy či umění Rowlingové skvěle popisovat prostředí a atmosféru.
Román byl také nominován na cenu Gold Dagger Award na Crime Writers' Association Daggers 2015.

## Televizní adaptace
Dne 10. prosince 2014 se dostala na veřejnost informace, že se BBC One chystá natočit televizní seriál na motivy série detektivních románů J. K. Rowlingové, počínaje knihou Volání kukačky. Rowlingová seriál produkovala prostřednictvím své produkční společnosti Brontë Film and Television.
Na podzim 2016 bylo oznámeno, že do role Cormorana Strika byl obsazen Tom Burke a Strikovu asistentku Robin Ellacottovou si zahraje Holliday Graingerová. Dalších rolí se zhostili Kerr Logan jako Matthew Cunliffe, Monica Dolanová jako Leonora Quinová, Lia Williamsová jako Elizabeth Tasselová, Jeremy Swift jako Owen Quine, Dorothy Atkinsonová jako Kathryn Kentová, Dominic Mafham jako Jerry Waldegrave, Tim McInnerny jako Daniel Chard, Peter Sullivan jako Michael Fancourt, Sargon Yelda jako DI Richard Anstis, Sarah Gordyová jako Orlando Quinová a Natasha O'Keeffeová jako Charlotte Campbellová.
Dvoudílná adaptace Hedvábníka se poprvé odvysílala v září 2017.